# Тек Натх Ризал
Тек Натх Ризал (англ. Tek Nath Rizal) — лидер Народной партии Бутана и активист движения за права человека в Бутане.
С 1989 по 1999 годы Тек Натх Ризал был заключён правительством Бутана в тюрьму Чемганга. Он был похищен непальскими властями в Непале, куда он бежал после протеста против подхода бутанского правительства к бутанским беженцам. По данным «Международной амнистии» он был осуждён бутанскими властями «за мирное выражение своих политических убеждений, в частности, его кампании против несправедливой политики правительства в отношении непальской общины на юге Бутана». В 1992 году он был приговорён к пожизненному заключению.
После вынесения приговора Тек Натх Ризал был помилован королём Джигме Сингье Вангчуком, при условии, что Бутану и Непалу в определённый срок удастся решить вопрос о бутанских беженцах в Непале. Вопрос решён не был, но Ризал был освобождён из тюрьмы после королевской амнистии в декабре 1999 года. Ризал объяснил это усилиями активистов со всего мира, которые настаивали на его освобождении. В 2007 году был председателем бутанского движения «Комитет урегулирования».